# 알나스르 (수라)
수라 알 나스르는 무슬림의 메카 정복 성공과 함께 이슬람이 아랍 반도에 전파될 기틀 마련을 기뻐하는 내용의 3절로 이뤄져 있다.
한편, 이 수라의 구절이 승리의 기쁨 뿐 아니라 이슬람 불신자들의 멸망에 관해서도 다룬다는 것이 이슬람학자들의 해석이다.
110:0 비스밀라히르-라흐마니르-라힘
110:1 하나님의 도움으로 (막카를 정벌하는 데 성공하는) 승리를 하는 그 때에,
110:2 떼지어 하나님의 종교로 귀의(歸依)하는 사람들을 그대는 보리니,
110:3 주님을 찬미로써 숭상하고 주님께 관용(용서)을 구하라. 실로 그분은 (회개를 받아주시는) 관용으로 충만하시니라. 
| 이 전 알 카피룬 | 수라 110 (아랍어 원문) | 다 음 알마사드 |
| 1 2 3 4 5 6 7 8 9 10 11 12 13 14 15 16 17 18 19 20 21 22 23 24 25 26 27 28 29 30 31 32 33 34 35 36 37 38 39 40 41 42 43 44 45 46 47 48 49 50 51 52 53 54 55 56 57 58 59 60 61 62 63 64 65 66 67 68 69 70 71 72 73 74 75 76 77 78 79 80 81 82 83 84 85 86 87 88 89 90 91 92 93 94 95 96 97 98 99 100 101 102 103 104 105 106 107 108 109 110 111 112 113 114 |                        |                |